# کارلوس ماس
کارلوس ماس (انگلیسی: Carles Mas؛ زادهٔ ۲۷ فوریهٔ ۱۹۹۳) بازیکن فوتبال اهل اسپانیا است.
از باشگاه‌هایی که در آن بازی کرده‌است می‌توان به باشگاه فوتبال ژیرونا اشاره کرد.